# Poecilia sulphuraria
Poecilia sulphuraria là một loài cá thuộc họ Poeciliidae. Nó là loài đặc hữu của México, đặc biệt là Baños del Azufre gần Teapa, Tabasco. Baños del Azufre là các suối axit sulphuric chứa nhiều suphur hydro (H2S). Poecilia sulphuraria đã tiến hóa để có thể chịu đựng được các điều kiện độc hại.